# Codice ATC B06
Il codice ATC B06 "Altri agenti ematologici" è un sottogruppo del sistema di classificazione Anatomico Terapeutico e Chimico, un sistema di codici alfanumerici sviluppato dall'OMS per la classificazione dei farmaci e altri prodotti medici. Il sottogruppo B06 fa parte del gruppo anatomico B, farmaci per il sangue e l'emopoiesi.
Codici per uso veterinario (codici ATCvet) possono essere creati ponendo la lettera Q di fronte al codice ATC umano: QB06...
Numeri nazionali della classificazione ATC possono includere codici aggiuntivi non presenti in questa lista, che segue la versione OMS.

## B06A Altri farmaci ematologici

### B06AA Enzimi
B06AA02 Fibrinolisina e desossiribonucleasi
B06AA03 Ialuronidasi
B06AA04 Chimotripsina
B06AA07 Tripsina
B06AA10 Desossiribonucleasi
B06AA55 Streptochinasi, associazioni

### B06AB Altri prodotti ematologici
B06AB01 Emina

### B06AC Farmaci usati nell'angioedema ereditario
B06AC01 C1-inibitore, plasma derivati
B06AC02 Icatibant
B06AC03 Ecallantide
B06AC04 Conestat alfa